# أندي أكيرمان
أندي أكيرمان (بالإنجليزية: Andy Ackerman)‏ هو مخرج أمريكي، ولد في 1956 في لوس أنجلوس في الولايات المتحدة.

## وصلات خارجية
- أندي أكيرمان على موقع IMDb (الإنجليزية)
- أندي أكيرمان على موقع قاعدة بيانات الفيلم (الإنجليزية)